# Orde van het Volksleger
De Orde van het Volksleger (Servo-Kroatisch: Orden Armija Narodna Jugoslavije) werd door de regering van Joegoslavië sinds 1954 verleend. De wet op de onderscheidingen van de Joegoslavische federatie kende maarschalk Tito deze op de borst gedragen ster in 1954 toe. Zie de Lijst van ridderorden en onderscheidingen van maarschalk Tito. In het geval van Tito werd een bijzondere uitvoering, een "ster met lauwerkrans" verleend.
De orde werd verleend voor verdiensten voor de strijdkrachten.
- De leden van deze orde dragen een ster op de linkerborst.

## De versierselen
Het kleinood is een gouden ster met vijf punten. Daarop ligt een ontbloot zilveren zwaard. Op het zwaard ligt een medaillon met een witte ring met gouden letters. In het zilveren medaillon zijn een met een geweer met opgezette bajonet bewapende soldaat met achter hem een man met een schep en een man met een hamer afgebeeld. In het geval van de ster van maarschalk Tito is om de ring een smalle groen geëmailleerde lauwerkrans geplaatst.